# Waking Up in Vegas
"Waking Up In Vegas"는 미국의 가수 케이티 페리의 노래이다. 이 노래는 페리의 두 번째 정규 앨범 One of the Boys의 마지막 싱글이자 네 번째 싱글로 발매되었다. 이 노래는 케이티 페리와 데스몬드 차일드, 안드레 칼손이 작곡했다. 또한 케이티 페리와 그레그 웰스가 공동 프로듀서를 맡았다. 웰스는 노래의 모든 악기 연주에 일조했다. 그리고 노래는 공식적으로 미국 라디오에 2009년 4월 21일 공개되며 발매되었다.
노래는 음악 평론가들로부터 익숙하고 외기 쉬운 멜로디라는 평가로 대체로 긍정적인 평가를 받았다. 노래는 빌보드 핫 100 9위까지 오르며 페리의 세 번째 10위권 진입 싱글이 되었다. 이 외에 미국 댄스 클럽차트, 오스트레일리아, 네덜란드에서 1위를 하며 성공을 했고 캐나다, 뉴질랜드, 이탈리아 이 외에 많은 나라에서 10위권에 진입했다. 싱글의 뮤직비디오는 라스베가스를 배경으로 도박과 파티를 즐기는 커플 페리와 배우 데이비드 무어가 출연한다.

## 트랙 리스트
| - 영국 CD 싱글 1. "Waking Up in Vegas" – 3:19 2. "Waking Up in Vegas" (Calvin Harris Radio Edit) – 3:48 - 미국 CD 싱글 1. "Waking Up in Vegas" – 3:19 2. "Waking Up in Vegas" (Jason Nevins Electrotec Edit) – 3:23 3. "Waking Up in Vegas" (Manhattan Clique Edit) – 3:49 4. "Waking Up in Vegas" (Calvin Harris Radio Edit) – 3:48 5. "Waking Up in Vegas" (Calvin Harris Extended Remix) – 5:41 6. "Waking Up in Vegas" (Jason Nevins Electrotec Club Mix) – 6:43 7. "Waking Up in Vegas" (Jason Nevins Electrotec Dub) – 6:04 8. "Waking Up in Vegas" (Manhattan Clique Bellagio Remix) – 6:22 9. "Waking Up in Vegas" (Manhattan Clique Luxor Dub) – 6:08 | - 유럽 1. "Waking Up in Vegas" – 3:19 2. "Waking Up in Vegas" (instrumental) – 3:26 - 디지털 다운로드 1. "Waking Up in Vegas" – 3:19 2. "Waking Up in Vegas" (Manhattan Clique Remix Edit) – 3:52 3. "Waking Up in Vegas" (Calvin Harris Radio Edit) – 3:48 |

## 차트 및 인증
| 차트 (2009)              | 최고 순위 |
| ------------------------ | --------- |
| 오스트레일리아           | 11        |
| 오스트리아               | 26        |
| 벨기에 (플랜더스)        | 1         |
| 벨기에 (왈로니아)        | 1         |
| 캐나다 핫 100            | 2         |
| 유러피안 핫 100 싱글     | 4         |
| 독일 싱글 차트           | 33        |
| 아일랜드                 | 8         |
| 헝가리                   | 1         |
| 네덜란드                 | 12        |
| 뉴질랜드                 | 9         |
| 슬로바키아               | 10        |
| 스웨덴                   | 32        |
| 스위스                   | 69        |
| 영국 싱글 차트           | 19        |
| 미국 빌보드 핫 100       | 9         |
| 미국 빌보드 핫 댄스 클럽 | 1         |
| 미국 빌보드 팝 송        | 1         |

| 국가           | 인증 (판매량 기준) |
| -------------- | ------------------ |
| 오스트레일리아 | 골드               |
| 브라질         | 플래티넘           |
| 캐나다         | 플래티넘           |
| 뉴질랜드       | Gold               |
| 미국           | 2× 플래티넘        |

| 차트 (2009)                  | 최고 순위 |
| ---------------------------- | --------- |
| 오스트레일리아 싱글 차트     | 67        |
| 캐나다 핫 100                | 28        |
| 헝가리 싱글 차트             | 30        |
| 영국 싱글 차트               | 138       |
| 미국 빌보드 핫 100           | 36        |
| 미국 핫 댄스 클럽 송(빌보드) | 2         |

## 발매 일정
| 국가 | 일자            | 포맷             |
| ---- | --------------- | ---------------- |
| 세계 | 2009년 4월 7일  | 디지털 다운로드  |
| 미국 | 2009년 4월 21일 | 에어플레이       |
| 세계 | 2009년 6월 2일  | 디지털 리믹스 EP |
| 영국 | 2009년 6월 8일  | CD 싱글          |
| 독일 | 2009년 6월 19일 | CD 싱글          |